# Chloraea bella
Chloraea bella är en orkidéart som beskrevs av Lucien Leon Hauman. Chloraea bella ingår i släktet Chloraea och familjen orkidéer. Inga underarter finns listade i Catalogue of Life.